# Никиточкин, Козьма Семёнович
Козьма́ Семёнович Ники́точкин (1902, д. Косолапово Тульской губернии — после 26.06.1973, Москва) — сотрудник органов юстиции, прокурор Воронежской области. Входил в состав особой тройки НКВД СССР.

## Биография
Козьма Семёнович Никиточкин родился в 1902 году в деревне Косолапово Тульской губернии в семье рабочего. Трудовую деятельность начал в 1920 году инструктором уездного отдела народного образования. До 1926 года был на руководящих должностях в комсомоле, на советской и партийной работе. Получил высшее юридическое образование. В 1927—1929 годах работал помощником прокурора Калужской губернии, а позже до 1930 года, прокурором Московской окружной прокуратуры.
В 1937—1938 годах Козьма Никиточкин назначен прокурором Воронежской области. Этот период отмечен вхождением в состав особой тройки, созданной по приказу НКВД СССР от 30.07.1937 № 00447 и активным участием в сталинских репрессиях. В частности, он имел негативное отношение к судьбе поэта О. Мандельштама.

## Завершающий этап
Арестован 8 июня 1938 года. Обвинялся в том, что являлся активным участником право-троцкистской организации, существовавшей в городе Туле, по заданию которой проводил контрреволюционную работу, то есть по статье 58-7 УК РСФСР. 28 сентября 1939 года дело было прекращено за недостаточностью собранных улик.
Далее, по восстановлении в членах РКП(б), Козьма Никиточкин работал старшим ревизором Отдела народных судов Наркомата юстиции СССР. В 1941—1944 годах военным прокурором 34-й бригады, гарнизона города Кирова, заместителем военного прокурора города Горького. В 1944—1965 годах он главный юрисконсульт, главный арбитр Министерства связи СССР. С июня 1965 года — персональный пенсионер республиканского значения, но продолжал работать до июня 1973 года.

## Память
- Материалы о Козьме Семёновиче Никиточкине находятся в экспозиции музея прокуратуры Воронежской области[5].

## Награды
- Медаль «За оборону Москвы»
- Медаль «За доблестный труд в Великой Отечественной войне 1941—1945 гг.»
- Медаль «За трудовое отличие»